# Edin Avdić
Edin Avdić (Sarajevo, 19. jun 1979) je bosanskohercegovački sportski novinar i komentator. Trenutno je zaposlen na regionalnoj TV stanici Arena sport. Diplomirao je novinarstvo na fakultetu političkih nauka u Sarajevu, a prošao je i sve kategorije KK Bosna.

## Biografija
Edin Avdić je rođen u Sarajevu, a košarkom je počeo da se bavi već u detinjstvu. Igrao je košarku u sarajevskoj Bosni, klubu koji je, godine kada se on rodio, postao prvak Evrope. U mlađim kategorijama igrao je na poziciji beka šutera, a nakon prelaska u prvi tim minute je većinom provodio na poziciji plejmejkera. Nakon nekog vremena, odlučio je da prestane sa aktivnim igranjem košarke i posvetio se fakultetu. Završio je novinarstvo na fakultetu političkih nauka u rodnom Sarajevu.
Prvi posao je dobio na Federalnoj televiziji, a nakon toga je radio na OBN televiziji, gde se istakao energičnim prenosima NBA lige i odličnim poznavanjem košarke. Posle OBN-a, dobio je posao na TV Arena sport, gde i sada radi.
Piše i kolumne, a njegov odeljak sa kolumnama na sajtu Mondo bio je najčitaniji na prostoru bivše Jugoslavije.

## Zanimljivosti
- Komentatorski uzor mu je bio Džim Ros, koji je prenosio kečere

- Veliki je navijač NBA ekipe Juta Džez.

- Dok je bio zaposlen na OBN-u, zajedno je sa montažerom skratio film "Šindlerova lista" za nekih sat i po vremena, da bi na vreme počeo prenos utakmice Juta - Los Anđeles Lejkers[2].

- Nakon utakmice BiH - Litvanija, ostao je upamćen njegov komentar nakon pogođenih trojki Mirze Teletovića, "sa parkinga" i "svlačionice"[3].

- Veliku popularnost je stekao nakon finala NLB lige 2010. godine u Zagrebu , kada je, zajedno sa kolegom Nenadom Kostićem na nesvakidašnji način prokomentarisao završnicu meča[4].